# 석촌중학교
석촌중학교(石村中學校)는 대한민국 서울특별시 송파구 가락동에 있는 공립 중학교이다.

## 학교 연혁
- 1982년 1월 7일 : 설립인가(송파구 석촌동 267번지)
- 1982년 3월 1일 : 초대 박병학 교장 부임
- 1982년 3월 5일 : 신입생 입학(18학급)
- 1982년 4월 7일 : 개교기념일
- 1985년 2월 13일 : 제1회 졸업
- 1989년 10월 8일 : 현 교사로 이전
- 1995년 1월 20일 : 강당 겸 체육관 준공
- 2002년 10월 26일 : 종합 정보관 준공
- 2022년 9월 1일 : 제13대 박홍섭 교장 부임
- 2023년 1월 4일 : 제39회 졸업식(졸업생 120명, 누계 19,376명)
- 2023년 3월 2일 : 2023학년도 입학식(남 36명, 여 49명 계 85명)

## 참고 자료
- 석촌중학교 - 한국교육학술정보원 학교알리미